# اجرای زنده لیدی گاگا در سالن رقص بال‌روم
اجرای زنده لیدی گاگا در سالن رقص بال‌روم (انگلیسی: Lady Gaga Live at Roseland Ballroom) نخستین کنسرت اقامتی توسط خواننده آمریکایی لیدی گاگا بود که در سالن رقص بال‌روم، منهتن، ایالت نیویورک اجرا شد. کنسرت اقامتی در ۲۸ مارس آغاز شد و پس از انجام هفت نمایش در ۷ آوریل ۲۰۱۴ به پایان رسید.